# جانلوکا گائودینو
جانلوکا گائودینو (ایتالیایی: Gianluca Gaudino؛ زادهٔ ۱۱ نوامبر ۱۹۹۶) بازیکن فوتبال اهل آلمان است.
وی در حال حاضر برای یانگ بویز بازی می‌کند.